# Målerås
Målerås (uttalas: målerå's) är en småort i Nybro kommun i Kalmar län. 
Målerås ligger cirka 60 km nordväst om Kalmar. Närmaste stad är Nybro, belägen cirka 30 km sydost om Målerås.
Strax utanför Målerås finns det kända dödismoränlandskap som går under namnet Gråstensmon.

## Historia
Målerås uppkom som stationssamhälle i samband med invigningen Nybro-Sävsjöströms Järnväg 1876. Stationen var från början avsedd att placeras i Koppekull men då Melcher Ekströmer som ansvarade för järnvägsbyggnationen ägde mark vid det då obebygda Målerås valde han att placera stationen här. Till en början kom Målerås att bli en centrum för lastning av timmer för transport med järnväg, men även för lastning av glas från glasbruken. Minst tio sågverk och sju glasbruk skickade ut sina varor via Målerås. Vid sekelskiftet 1900 fanns här tre livsmedelsbutiker, två bagerier, hotell, matserveringar, skoaffär, skräddare och en modeaffär. Målerås har även varit en bruksort, med ett glasbruk som fortfarande finns kvar. 1899 öppnades även den till Målerås förlängda Kosta–Lessebo Järnväg. Den smalspåriga järnvägen sågs dock som en konkurrent till Nybro-Sävsjöströms Järnväg och fick därför inte använda dess stationsområde. Ett eget stationshus och stationshusområde uppfördes därför för denna järnväg, Södra stationsområdet, medan stationen för Nybro-Sävsjöströms Järnväg kom att kallas Norra stationsområdet. Den smalspåriga järnvägen lades ned 1931 och Nybro-Sävsjöströms Järnväg 1985.
Västerviks handelsbank öppnade ett expeditionskontor i Målerås den 1 februari 1905. Banken blev inte långvarig på orten.

### Administrativ historik
Före 2015 och efter 2018 klassades Målerås som en tätort. 2015 förlorade Målerås sin status som tätort på grund av att folkmängden minskat till under 200 personer. Istället avgränsades här en småort.

### Befolkningsutveckling
| Befolkningsutvecklingen i Målerås 1960–2015 | Befolkningsutvecklingen i Målerås 1960–2015 | Befolkningsutvecklingen i Målerås 1960–2015 | Befolkningsutvecklingen i Målerås 1960–2015 | Befolkningsutvecklingen i Målerås 1960–2015 |
| ------------------------------------------- | ------------------------------------------- | ------------------------------------------- | ------------------------------------------- | ------------------------------------------- |
|                                             |                                             |                                             |                                             |                                             |
| År                                          |                                             |                                             | Folkmängd                                   | Areal (ha)                                  |
| 1960                                        | 1960                                        |                                             | 512                                         |                                             |
| 1965                                        | 1965                                        |                                             | 453                                         |                                             |
| 1970                                        | 1970                                        |                                             | 368                                         |                                             |
| 1975                                        | 1975                                        |                                             | 299                                         |                                             |
| 1980                                        | 1980                                        |                                             | 250                                         |                                             |
| 1990                                        | 1990                                        |                                             | 280                                         | 87                                          |
| 1995                                        | 1995                                        |                                             | 260                                         | 87                                          |
| 2000                                        | 2000                                        |                                             | 270                                         | 83                                          |
| 2005                                        | 2005                                        |                                             | 228                                         | 83                                          |
| 2010                                        | 2010                                        |                                             | 211                                         | 83                                          |
| 2015                                        | 2015                                        |                                             | 192                                         | 78#                                         |
| Anm.: Ej tätort 2015. # Som småort.         |                                             |                                             |                                             |                                             |

## Kultur
Många av de småländska glasbruksorterna hade förr en egen musikkår; en av de få överlevande kårerna finns i Målerås. Målerås musikkår grundades 1933.

## Idrott
Målerås IF bildades 1929. Idrottsplatsen heter Parkvallen, där spelade Målerås IF seriefotboll fram till 1984. Det finns även en sporthall i Målerås som drivs av Målerås IF.